# Hans-Jörg Rheinberger
Hans-Jörg Rheinberger (* 12. Januar 1946 in Grabs, Kanton St. Gallen, Schweiz) ist ein Liechtensteiner Wissenschaftshistoriker. Er war von 1997 bis 2014 Direktor am Max-Planck-Institut für Wissenschaftsgeschichte in Berlin.  Innerhalb der Wissenschaftsgeschichte sind seine Arbeitsschwerpunkte die Geschichte und Epistemologie des Experiments sowie die Geschichte der Molekularbiologie und der Proteinbiosynthese. Daneben publiziert er auch Essays und Gedichte.

## Biografie
Hans-Jörg Rheinberger, ein Urgroßneffe des Komponisten Josef Gabriel Rheinberger und Enkel des Künstlers und Architekten Egon Rheinberger, studierte Philosophie, Linguistik und Biologie an der Universität Tübingen, der Freien Universität Berlin und der Technischen Universität Berlin. Nach  Abschluss seines Magisters in Philosophie (1973) und eines Diploms in Biologie (1979) promovierte er 1982 zum Dr. rer.nat mit einer Dissertation zur Proteinbiosynthese und habilitierte sich 1987 in Molekularbiologie an der FU Berlin. Von 1982 bis 1990 arbeitete Hans-Jörg Rheinberger als Wissenschaftlicher Mitarbeiter und Forschungsgruppenleiter am Max-Planck-Institut für Molekulare Genetik in Berlin-Dahlem. Ab 1987 nahm er Gastprofessuren an den Universitäten Innsbruck und Salzburg wahr. Nach einem Sabbatical an der Stanford University (1989/90 innerhalb des Programms „History of Science“), war er von 1990 bis 1994 als Hochschuldozent am Institut für Medizin- und Wissenschaftsgeschichte der Universität Lübeck tätig. 1993/1994 war er zudem Fellow am Wissenschaftskolleg zu Berlin. Von 1994 bis 1996 war er als Außerordentlicher Professor für Molekularbiologie und Wissenschaftsgeschichte am Institut für Genetik und Allgemeine Biologie der Universität Salzburg tätig.
Seit 1996 ist Rheinberger wissenschaftliches Mitglied der Max-Planck-Gesellschaft. Als Honorarprofessur der Technischen Universität Berlin war er von 1997 bis 2014 Direktor am Max-Planck-Institut für Wissenschaftsgeschichte Berlin. Seitdem ist er emeritiertes wissenschaftliches Mitglied des Instituts. Im Jahr 2000 lehrte Rheinberger als Gastwissenschaftler am Collegium Helveticum der Eidgenössischen Technischen Hochschule Zürich, 2006 an der Johns Hopkins University in Baltimore und 2016 an der Northwestern University in Evanston. Er ist Honorarprofessor an der TU Berlin sowie Mitglied der Berlin-Brandenburgischen Akademie der Wissenschaften, der Deutschen Akademie der Naturforscher Leopoldina und im P.E.N.-Club Liechtenstein.

## Werk
Rheinberger primäres Betätigungsfeld in der Wissenschaftsgeschichte ist die epistemologische Erforschung des Experiments und der naturwissenschaftlichen Forschungspraxis mit Fokus auf die Biologie des 19. und 20. Jahrhunderts. In seinen Studien beschreibt er „Experimentalsysteme“ als treibende Momente der Entwicklung der modernen Naturwissenschaften. Seine theoretische Begrifflichkeit entwickelt er in Anlehnung an die Philosophie von Jacques Derrida und bezieht zahlreiche Inspirationen aus dem Werk Gaston Bachelards.
Sein Hauptaugenmerk richtet sich auf die „Strukturen des Experiments“, die er durch genaue rekonstruktive Analysen der biowissenschaftlichen Laborarbeit zu entschlüsseln sucht. Im Gegensatz zum üblichen Selbstverständnis der forschenden Wissenschaften zeigt Rheinberger auf, dass weniger Planung und Kontrolle, sondern mehr Improvisation und Zufall den Forschungsalltag prägen. Für Rheinberger zeichnen sich erfolgversprechende „Experimentalsysteme“ dadurch aus, dass sie den „epistemischen Dingen“ genügend Spielraum zur Entfaltung geben. Dies ist nach Rheinberger für einen „produktiven Umgang mit Nichtwissen“ unerlässlich.
Rheinberger untersuchte unter anderem die Labornotizen von Carl Correns, einem der drei Wiederentdecker der Mendelschen Gesetze um 1900.

## Das „epistemische Ding“
Das „epistemische Ding“ ist im Forschungsprozess der Untersuchungsgegenstand, der sich im Verlauf der Untersuchung zu einem „technischen Objekt“ entwickeln kann, also zu etwas, das sich in der Erforschung weiterer „epistemischer Dinge“ als Instrument einsetzen lässt. Diese Grenze ist allerdings nicht statisch und die Identifizierung als entweder „epistemisches Ding“ oder „technisches Objekt“ nicht zwangsläufig dauerhaft. Erkenntnis ist also weder zwangsläufig noch vollständig.
Rheinbergers Erfahrung als Molekularbiologe hat die „Materialität der Naturwissenschaften“ in den Fokus der Wissenschaftsgeschichte gerückt.

## Auszeichnungen
- 2004: Ordentliches Mitglied der Académie Internationale de Philosophie des Sciences
- 2006: Ehrendoktorwürde der ETH Zürich[5]
- 2006: cogito-Preis[6]
- 2012: Distinguished Lecture der History of Science Society (HSS)[7]
- 2014: Marsilius Lecture und Medaille des Marsilius-Kollegs an der Universität Heidelberg[8]

## Veröffentlichungen (Auswahl)
Monographien
- Experiment, Differenz, Schrift. Zur Geschichte epistemischer Dinge. Basilisken-Presse, Marburg/Lahn 1992, ISBN 3-925347-20-8.
- Experimentalsysteme und epistemische Dinge. Eine Geschichte der Proteinsynthese im Reagenzglas. Frankfurt am Main 2006
  - Originalausgabe: Toward a History of Epistemic Things. Stanford Univ. Press, 1997, ISBN 978-0-8047-2786-0.
  - Wallstein-Verlag, Göttingen 2001, ISBN 3-89244-454-4.
  - Suhrkamp-Taschenbuch Wissenschaft. Bd.  1806, Suhrkamp, 2006, ISBN 978-3-518-29406-2.
- Iterationen (= Internationaler Merve-Diskurs. Bd. 271). Merve-Verlag, Berlin 2005, ISBN 3-88396-205-8.
- Epistemologie des Konkreten. Studien zur Geschichte der modernen Biologie (= Suhrkamp-Taschenbuch Wissenschaft. Bd. 1771). Suhrkamp, Frankfurt am Main 2006, ISBN 3-518-29371-0.
- Historische Epistemologie zur Einführung (= Zur Einführung. Bd. 336). Junius, Hamburg 2007, ISBN 978-3-88506-636-1.
- On Historicizing Epistemology: An Essay. Stanford University Press, Stanford 2010, ISBN 978-0-8047-6289-2.
- An Epistemology of the Concrete: Twentieth-century Histories of Life. Duke University Press, Durham 2010, ISBN 978-0-8223-4575-6.
- Introduction à la philosophie des sciences. Editions La Découverte, Paris 2014, ISBN 978-2-7071-7824-4.
- Rekurrenzen. Texte zu Althusser. Merve, Berlin 2014, ISBN 978-3-88396-355-6.
- Natur und Kultur im Spiegel des Wissens: Marsilius-Vorlesung am 6. Februar 2014. Universitätsverlag Winter, Heidelberg 2015, ISBN 978-3-8253-6439-7.
- Die Farben des Tastens. Hans-Jörg Rheinberger im Gespräch mit Alexandru Bulucz, mit einem Nachwort von Alexandru Bulucz, Edition Faust, Frankfurt am Main 2015, ISBN 978-3-945400-23-4.
- Der Kupferstecher und der Philosoph. Diaphanes, Zürich und Berlin 2016, ISBN 978-3-03734-621-1.
- mit Staffan Müller-Wille:
  - Vererbung. Geschichte und Kultur eines biologischen Konzepts. Fischer-Taschenbuch-Verlag, Frankfurt am Main 2009, ISBN 978-3-596-17063-0.
  - Das Gen im Zeitalter der Postgenomik. Eine wissenschaftshistorische Bestandsaufnahme. Suhrkamp, Frankfurt am Main 2009, ISBN 978-3-518-26025-8
  - A Cultural History of Heredity. University of Chicago Press, Chicago 2012, ISBN 978-0-226-21348-4.
- Experimentalität: im Gespräch über Labor, Atelier und Archiv (Gespräche mit Rheinberger), Kulturverlag Kadmos Berlin 2018
- Spalt und Fuge: Eine Phänomenologie des Experiments. Suhrkamp, Frankfurt am Main 2021, ISBN 978-3-518-29943-2.

Herausgeber
- mit Michael Hagner: Die Experimentalisierung des Lebens. Experimentalsysteme in den biologischen Wissenschaften 1850/1950. Akademie-Verlag, Berlin 1993, ISBN 3-05-002307-4.
- mit Michael Hagner, Bettina Wahrig-Schmidt: Objekte, Differenzen und Konjunkturen. Experimentalsysteme im historischen Kontext. Akademie-Verlag, Berlin 1994, ISBN 3-05-002585-9.
- mit Michael Hagner, Bettina Wahrig-Schmidt: Räume des Wissens. Repräsentation, Codierung, Spur. Akademie-Verlag, Berlin 1997, ISBN 3-05-002781-9.
- mit André L. Blum, John M. Krois: Verkörperungen. Akademie-Verlag, Berlin 2012, ISBN 978-3-05-005699-9.
- mit André Blum, Nina Zschocke, Vincent Barras: Diversität. Geschichte und Aktualität eines Konzepts. Königshausen & Neumann, Würzburg 2016, ISBN 978-3-8260-5904-9.

Aufsätze
- Alles, was überhaupt zu einer Inskription führen kann. In: Norbert Haas, Rainer Nägele, Hans-Jörg Rheinberger (Hrsg.): Im Zug der Schrift. Fink, München 1994, ISBN 3-7705-2946-4, S. 295–309.
- Experimental Systems – Graphematic Spaces. In: Timothy Lenoir (Hrsg.): Inscribing Science. Scientific Texts and the Materiality of Communication. Stanford University Press, Stanford CA 1998, ISBN 0-8047-2777-5, S. 285–303.
- Ludwik Fleck und die Historizität wissenschaftlichen Wissens. In: Rainer Egloff (Hrsg.): Tatsache – Denkstil – Kontroverse: Auseinandersetzungen mit Ludwik Fleck. Zürich 2005, S. 29–32.
- Vignette für W. H. In: Aris Fioretos (Hrsg.): Babel. Für Werner Hamacher. Urs Paul Engeler, Basel 2009, ISBN 3-938767-55-3, S. 314 f.
- Carl Correns’ Experiments with Pisum, 1896-1899. In: F. L. Holmes, J. Renn, H.-J. Rheinberger (Hrsg.): Reworking the bench. Research notebooks in the history of science. Kluwer 2003, S. 221–252.

### Übersetzungen
- Jacques Derrida: Grammatologie (= Suhrkamp-Taschenbuch Wissenschaft. Bd. 417). Übersetzt von Hans-Jörg Rheinberger und Hanns Zischler. Suhrkamp, Frankfurt am Main 1983, ISBN 3-518-28017-1 (Originalausgabe: De la Grammatologie. Éditions de Minuit, Paris 1967).

### Festschrift
- Eine Naturgeschichte für das 21. Jahrhundert: Hommage à Hans-Jörg Rheinberger. Herausgegeben von der Abteilung III des Max-Planck-Instituts für Wissenschaftsgeschichte, Berlin. Alpheus-Verlag, Berlin 2014, ISBN 978-3-9813184-5-6.